# فیل (فیلم ۲۰۱۹)
فیل (به انگلیسی: Good Posture) فیلمی محصول سال ۲۰۱۹ و به کارگردانی گرگ کینر است. در این فیلم بازیگرانی همچون گرگ کینر، امیلی مورتیمر، جی دپلاس، رابرت فورستر، تیلور شیلینگ، کرت فولر، لوک ویلسون، برادلی وایتفورد و مگان کارپنتی‌یر ایفای نقش کرده‌اند.